# Battaglia di Shayzar
La battaglia di Shayzar venne combattuta nel 1111 tra le forze crociate congiunte del Regno di Gerusalemme, del Principato di Antiochia, della contea di Edessa e della contea di Tripoli e le forze turche dell'Impero selgiuchide guidate dal atabeg (governatore) Mawdud di Mosul. Lo scontro si svolse sotto le mura della cittadella musulmana di Shayzar e si concluse con una vittoria tattica dei turchi, che mancarono però il loro obiettivo fondamentale: costringere allo scontro diretto i crociati per distruggerne le forze.

## Antefatto
A partire dal 1110 e fino al 1115 il sultano dell'Impero selgiuchide, Mehmed I, ordinò spedizioni annuali dirette contro gli Stati crociati. Nel 1110 venne attaccata la Contea di Edessa ma i selgiuchidi vennero respinti. Nel 1111, su pressioni da parte della città di Aleppo, Mehmed I decise di concentrare l'attacco sul nord della Siria. Il comando dell'armata turca venne affidata all'atabeg di Mosul, Mawdud, che si ritrovò a capo di un esercito eterogeneo, comprendente anche contingenti del Diyarbakır e dell'Armenia al comando di Sukman al-Qutbi, del Hamadan al comando di Bursuq ibn Bursuqi e le truppe dalla Mesopotamia comandate da Ahmadil.

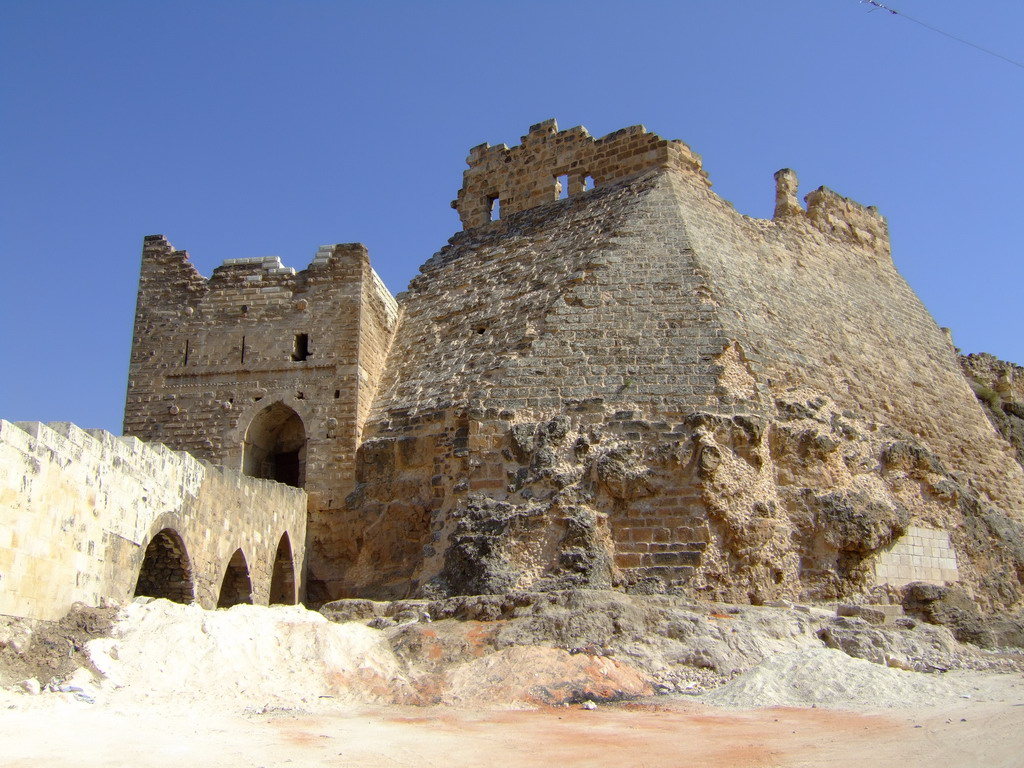
La fortezza di Shayzar

## Svolgimento
All'arrivo della grande armata turca, i crociati della Contea di Edessa si trincerarono dentro Edessa e Turbessel (Tell Bashir). I turchi razziarono le terre della contea ma non riuscirono ad espugnare le due città, così Mawdud si portò ad Aleppo, ove si congiunse con le forze del atbeg di Damasco, Toghtigin. Il signore di Aleppo, Ridwan ibn Tutush, si rifiutò però di aprire le porte della città ai due atbeg. Nel frattempo, scoppiava la diatriba tra Sukman e Bursuq: Sukman, malato, si ritirò con le sue truppe e morì di malattia lunga la via del ritorno. A questo punto anche Ahmadil lasciò le forze di Mawdud, per perorare davanti al sultano la sua causa quale possibile erede delle terre di Sukman.

### Fonti antiche
- al-Kāmil fī l-tārīkh, ed. C.J. Tornberg, Beirut, 1982.
- Kamal ad-Din, Zubdat al-halab fi ta'rìkh Halab, ed. S. Dahhàn, Damasco, 1954.
- An Arab-Syrian Gentleman and Warrior in the Period of the Crusades; Memoirs of Usamah ibn-Munqidh (Kitab al i'tibar), ed. P.K. Hitti, New York, 1929.
- Ibn al-Qalanisi, Dhail ta'rìkh Dimashq, ed. Amedroz, Leiden, 1908.